# Leucophyllum frutescens
El cenizo (Leucophyllum frutescens  (Berland.)  I.M.Johnst.)  es un arbusto siempreverde del género Leucophyllum en la familia Scrophulariaceae;es nativo del norte de México y del sudoeste de los Estados Unidos.
Aunque en inglés su nombre común es Texas sage o salvia de Texas, no tiene relación con el género Salvia. Otros nombres que recibe en inglés son Texas ranger y silverleaf.
Las flores tienen forma de campana o embudo, con cinco lóbulos y dos labios. Estos arbustos se encuentran en suelos arenosos y tienen una gran tolerancia a la sal. Se han hecho populares como plantas de ornato limitadoras o centrales en plantaciones cálidas y secas, pues ellas tienen bajos requerimientos de agua y se les puede dar forma de setos, además de que florecen sobre toda su superficie.